# ادنیو بایانو
ادنیو بایانو (انگلیسی: Edinho Baiano؛ زادهٔ ۲۷ ژوئیهٔ ۱۹۶۷) بازیکن فوتبال اهل برزیل است.
از باشگاه‌هایی که در آن بازی کرده‌است می‌توان به باشگاه فوتبال اتلتیکو پارانائنزه، باشگاه فوتبال پالمیراس، باشگاه فوتبال کوریتیبا، باشگاه فوتبال کیوتو سانگا، و باشگاه ورزشی ویتوریا اشاره کرد.